# Дельта Орла
Дельта Орла (δ Орла, Delta Aquilae, δ Aquilae, сокращ. Delta Aql, δ Aql) — кратная звезда в экваториальном созвездии Орла. Находится к юго-западу от Альтаира. Имеет видимую звёздную величину +3,4m и видна невооружённым глазом даже в условиях городской засветки.
Из измерений параллакса, полученных во время миссии Hipparcos, известно, что звезда удалена от Земли примерно на 50,6 ± 0,8 св. лет (15,5 ± 0,2 пк). Звезда наблюдается севернее 87° ю.ш, то есть видна практически на всей территории обитаемой Земли, за исключением южных полярных областей Антарктиды. Лучшее время для наблюдения — июль.
Дельта Орла движется гораздо быстрее относительно Солнца, чем остальные звёзды: её радиальная гелиоцентрическая скорость равна −30 км/с, что втрое больше, чем у местных звёзд Галактического диска (знак «минус» значит, что звезда приближается к Солнцу).

## Имя звезды
Дельта Орла (латинизированный вариант — Delta Aquilae) — это обозначение Байера, данное им звезде в 1603 году.
У звезды также есть обозначение, данное Флемстидом — 38 Орла (лат. 38 Aquilae) и обозначение, данное Гулдом — 46 G Орла (лат. 46 G Aquilae).
Дельта Орла, наряду со звёздами Эта Орла и Тета Орла, носила имя Аль Мизан лат.  Al Mizān (араб. ألميزان‎), что означает «Коромысло». Согласно каталогу звёзд в Техническом меморандуме 33-507 — Сокращённый каталог звёзд, содержащий 537 названий звёзд — Аль Мизан был названием для трёх звёзд: Дельта Орла как Аль Мизан I, Эта Орла как Аль Мизан II и Тета Орла как Аль Мизан III.
С другой стороны, Антонин Бечварж даёт в своём каталоге, без дальнейших объяснений название Deneb al Okab для Дельта Орла, что переводится как «Хвост орла» на арабском языке (англ. the tail of eagle); тем не менее, звезда расположена в центре созвездия, которое обычно отождествляется с грудью орла. В то время как звезды Эпсилон Орла и Дзета Орла были известны арабскими средневековыми астрономами под общим названием Deneb al Okab («Хвост орла»), что может свидетельствовать о том, что предположение Бечваржа было неверным.
В каталоге звёзд «Календарь Аль-Ахсаси аль-Муаккета» звезда была обозначена как Дженуби Менкиб аль-Неср (араб. منكب ألنسر ألخنوبي‎), что переводилось на латынь как Australior Humerus Vulturis — «Южное крыло орла».
В китайской астрономии звезда относится к созвездию «Вол». Звёзды Мю Орла, Сигма Орла, Дельта Орла Ню Орла, Йота Орла, 42 Орла, HD 184701, Каппа Орла и 56 Орла образуют астеризм  англ. Right Flag — «Правый флаг». Следовательно, китайское название самой Дельта Орла — 右旗三 (Yòu Qí sān, англ. the Third Star of Right Flag) — «Третья звезда правого флага».
Дельта Орла вместе с Эта Орла, Тета Орла, Йота Орла, Каппа Орла и Лямбда Орла составляли некогда созвездие Антиной, ныне отменённое.
На данный момент звезда различными методами разрешается на четыре компонента. При наименовании четырёх компонент используют обозначения Дельта Орла a, b, B и С согласно конвенции, используемой Вашингтонским каталогом визуально-двойных звёзд (WDS) и принятой Международным астрономическим союзом (МАС), для обозначения звёздных систем.

## Свойства кратной системы

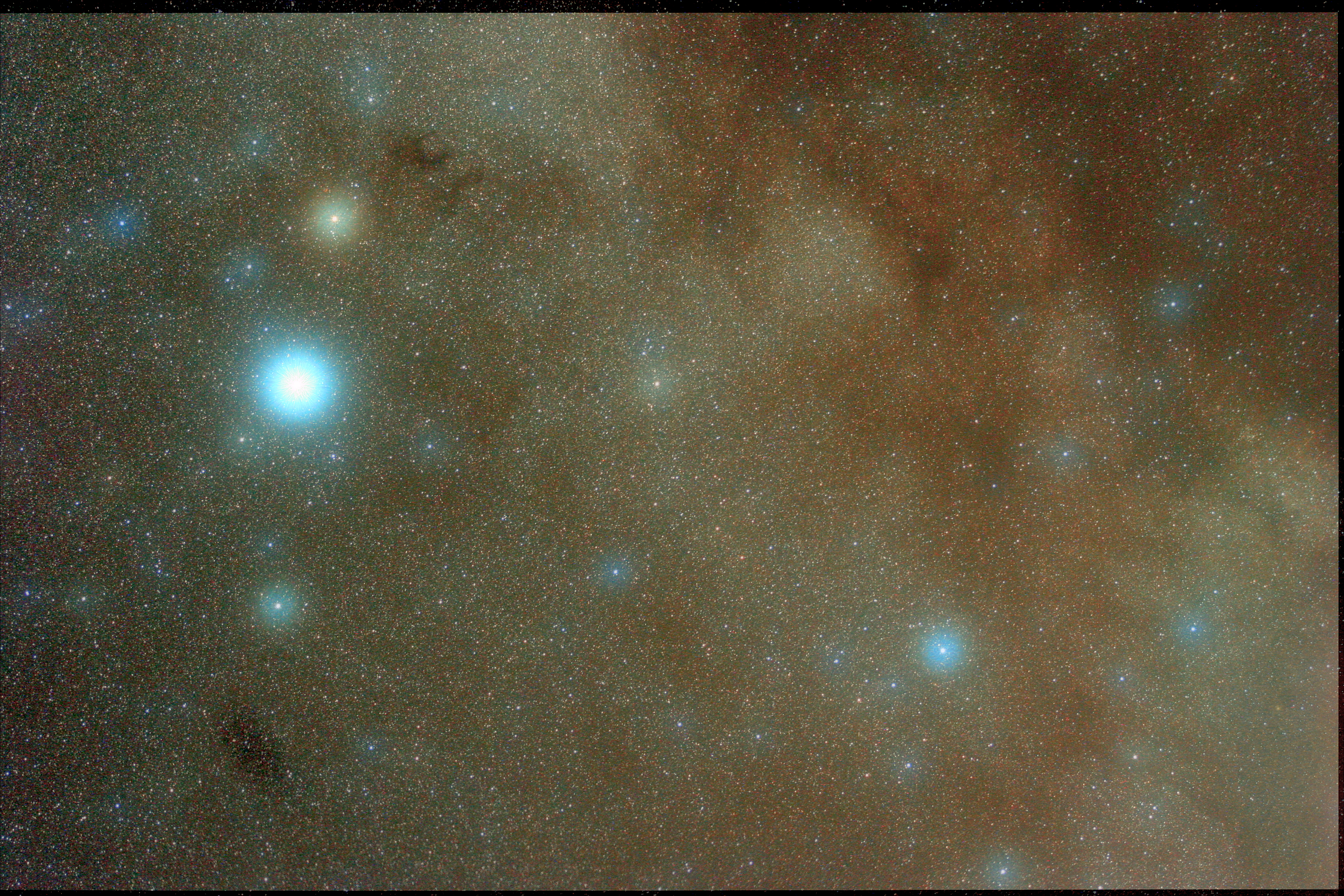
На этом звёздном поле, изображающем множество звёзд созвездия Орла. Справа от астеризма, который составляют α, β и γ Орла, видна Дельта Орла

Дельта Орла представляет собой астрометрическую двойную систему, в которой два компонента вращаются вокруг друг друга с периодом 3,422 года и эксцентриситетом около 0,36. Это тип двойной звёздной системы, в которой присутствие вторичного компонента определяется его гравитационным возмущением первичного компонента. Причём компоненты не были разрешены с помощью телескопа.
Они вращающиеся вокруг друг друга на угловом расстоянии в среднем не менее 0.053 секунды дуги. На расстоянии 50,6 св. лет это соответствует размеру большой полуоси 0,9 а.е.. Звёзды сближаются на минимальное расстояние 0,54 а.е. (то есть гораздо ближе, чем Венера, чьё расстояние до Солнца равно 0,72 а.е.) и удаляются на максимальное расстояние 1,26 а.е. (что примерно равно среднему арифметическому из радиусов орбит Земли и Марса). Наклонение орбиты в системе Дельта Орла очень большое — 150 °, то есть звёзды вращаются друг вокруг друга, по почти ретроградной орбите, как это видится с Земли. Поскольку Дельта Орла на самом деле является близкой орбитальной двойной системой, то можно рассчитать некоторые параметры для обоих компонентов пары. Например, учитывая, что общая светимость системы равна 9,32 {\displaystyle L_{\bigodot }}, то можно рассчитать, что для того чтобы планета, аналогичная нашей Земле, получала бы примерно столько же энергии, сколько она получает от Солнца, её надо было бы поместить на расстоянии 3,05 а.е., то есть примерно туда где в Солнечной системе находится Пояс астероидов, а более конкретно, астероид Европа, чья большая полуось равна 3,097 а.е..

### Компонент Aa
Дельта Орла Aa — субгигант, спектрального класса F0IV, что указывает на то, что запасы водорода в его ядре подходят к концу и звезда превращается в гиганта. Звезда излучает энергию со своей внешней атмосферы при эффективной температуре около 7016 К, что придаёт ей характерный жёлто-белый цвет звезды спектрального класса F, причём почти весь этот свет излучается в видимом спектре (поправки на ультрафиолетовое и инфракрасное излучения отсутствуют).
Масса звезды на 65 % больше солнечной: 1,65 {\displaystyle M_{\bigodot }}. Eё радиус более чем вдвое больше радиуса Солнца и составляет 2,04 {\displaystyle R_{\bigodot }}. Также звезда гораздо ярче нашего Солнца, её светимость составляет от 6,8 до 7,9 {\displaystyle L_{\bigodot }}. Дельта Орла Aa — это переменная типа Дельты Щита, которая демонстрирует изменения светимости, вызванные пульсациями в её внешней оболочке.
Однако теория звёздной структуры и эволюции показывает, что масса Дельта Орла Aa составляет 1,65 {\displaystyle M_{\bigodot }}, но с другой стороны также показывает, что Дельта Орла Aa явно карлик, который только-только прошёл середину своего времени жизни на главной последовательности, равной пяти миллиардам лет (то есть вдвое меньше, чем у нашего Солнца). Когда-то считалось, что у звезды существуют вариации в её спектре, которые указывают на спутника с периодом всего четыре часа, но дальнейшие исследования показали, что это следствие сильной амплитудной модуляции. Также, похоже, это переменная типа Дельты Щита с одним измеренным периодом в 1,05 дня и изменением светимости всего на 0,003m (также есть четырёхдневный период без точного изменения светимости). Эти значения не совместимы со звёздной массой, поэтому спутник остаётся сомнительным. Учитывая все данные, Дельта Орла Aa, вероятно, является довольно слабым представителем переменной типа Дельты Щита.
Звезда имеет поверхностную гравитацию 4,03 СГС или 107,2 м/с2, то есть значительно меньше, чем на Солнце (274,0 м/с2), что, по-видимому, может объясняться большой поверхностью звезды при не очень большой массе. Звезды, имеющие планеты, имеют тенденцию иметь большую металличность по сравнению Солнцем, но Дельта Орла Aa имеет на 10 % меньшее значение металличности: содержание железа в ней относительно водорода составляет 91 % от солнечного значения. Скорость вращения равна 87,3 км/с, что даёт период вращения звезды порядка 0,6 дней.

### Компонент Ab
Дельта Орла Ab — звезда спектрального класса K. Масса звезды равна 0,67 {\displaystyle M_{\bigodot }}, а радиус равен 0,61 {\displaystyle R_{\bigodot }}

## История изучения кратности звезды
Двойственность звезды была открыта в 1879 Ш. У. Бёрнхемом и звезда вошла в каталоги как BUP 190. Затем в 1979 году методами спекл-интерферометрии была открыта тройственность звезды. А затем в 2006 году был открыт 4-й компонент звезды. Согласно Вашингтонскому каталогу визуально-двойных звёзд, параметры этих компонентов приведены в таблице:
| Компонент | Год  | Количество измерений | Позиционный угол | Угловое расстояние | Видимая звёздная величина 1 компонента | Видимая звёздная величина 2 компонента |
| Aa,Ab     | 1979 | 1                    | 130°             | 0.1″               | 3.4m                                   | -                                      |
| AB        | 1879 | 3+                   | 272°             | 101,3″             | 3.4m                                   | 10.9m                                  |
| AB        | 1907 | 3+                   | 271°             | 108.9″             | 3.4m                                   | 10.9m                                  |
| AB        | 2016 | 3+                   | 266°             | 137.0″             | 3.4m                                   | 10.9m                                  |
| AC        | 2006 | 1                    | 338°             | 34.3″              | 3.4m                                   | 13.30m                                 |

Обобщая все сведения о звезде, можно сказать, что у звезды Дельта Орла Aa, по-видимому, есть спутник — Дельта Орла Ab и что звезды движутся вместе в пространстве, то есть звёзды не просто находится на линии прямой видимости, но связаны друг с другом гравитационно. Также у звезды может быть, ещё один «компаньон», звезда 11-й величины, за 137 лет отошедшая на расстояние 36 угловых секунд. Но эта величина слишком большая для орбитального движения, что делает «спутника» звездой, просто лежащей на линии прямой видимости. То же самое, по-видимому, можно сказать и о компаньоне «С».

## Ближайшее окружение звезды
Следующие звёздные системы находятся на расстоянии в пределах 20 световых лет от звезды Дельта Орла (включены только: самая близкая звезда, самые яркие (<6,5m) и примечательные звёзды). Их спектральные классы приведены на фоне цвета этих классов (эти цвета взяты из названий спектральных типов и не соответствуют наблюдаемым цветам звёзд):
| Звезда       | Спектральный класс | Расстояние, св. лет |
| Глизе 763    | M0.5 IV            | 3,73                |
| 31 Орла      | G8 IV              | 7, 70               |
| Бета Орла    | G8 IV              | 8,63                |
| HD 190007    | K4 V               | 10,53               |
| Омикрон Орла | F8 V               | 16,18               |
| 15 Стрелы    | G1 IV              | 17,45               |

Рядом со звездой, на расстоянии 20 световых лет, есть ещё порядка 20 красных, оранжевых карликов и жёлтых карликов спектрального класса G, K и M, а также 4 белых карлика которые в список не попали.